# Lahti L–39
A Lahti L–39 egy finn gyártmányú 20 mm-es páncéltörő puska volt, melyet a második világháború alatt használtak. Kiváló pontossága, páncélátütő képessége és lőtávolsága volt, de a méreteiből adódóan körülményes volt szállítani. Beceneve a „Norsutykki” (Elefántlövő puska) volt, ennek ellenére a harckocsik páncélzatát még ez a nagy, erős puska sem tudta átlőni, ezért nagy hatótávolságú mesterlövész puskának, illetve alkalmanként a harckocsizók bosszantására vagy improvizált légvédelmi fegyvernek használták.

## Fejlesztés
Aimo Lahti fegyvertervezőnek kétségei voltak az eredeti 13 mm-es páncéltörő géppuska ötletével kapcsolatban, ezért elkezdett dolgozni egy 20 mm-es tervezeten. A tisztek, akik kisebb kaliberű páncéltörő fegyvereket akartak, úgy hitték, hogy a 20 mm-es lövedékek csőtorkolati sebessége elégtelen ahhoz, hogy átüsse a járművek páncélzatát, és egy fegyver, amelynek nagyobb tűzgyorsasága és kisebb kalibere van, sokkal használhatóbb. Ennek eredményeképpen Lahti tervezett két páncéltörő fegyvert: egy 13,2 mm-es géppuskát és egy 20 mm-es puskát. 1939-ben mindkét fegyvert tesztlövésekkel próbálták ki, majd úgy találták, hogy a 20 mm-es puska jobb páncélátütő képességet mutat.

## Használat

### Téli háború
A téli háború alatt Finnország páncéltörő fegyverek hiányában szenvedett. Mindössze két darab 20 mm-es puska és néhány 13,2 mm-es géppuska jutott ki a frontra, ahol a 13,2 mm-es géppuskák hatástalannak és megbízhatatlannak bizonyultak, míg a nagyobb, 20 mm-es puskák sikereket értek el a szovjet páncélosok ellen. Emiatt Finnország végleg a 20 mm-es tervezet mellett döntött, és elkezdték a sorozatgyártást.
A fegyverrel széles körben alkalmazták a „Cold Charlie” technikát, amely során a finnek egy bábut tiszti ruhába öltöztettek, majd olyan pozícióba helyezték el, hogy könnyű célpontot nyújtson a szovjet mesterlövészeknek. Amíg a szovjet mesterlövész a bábuval volt elfoglalva, felfedte hollétét, így a finnek lelőhették a Lahti L–39 puskával.

### Folytatólagos háború

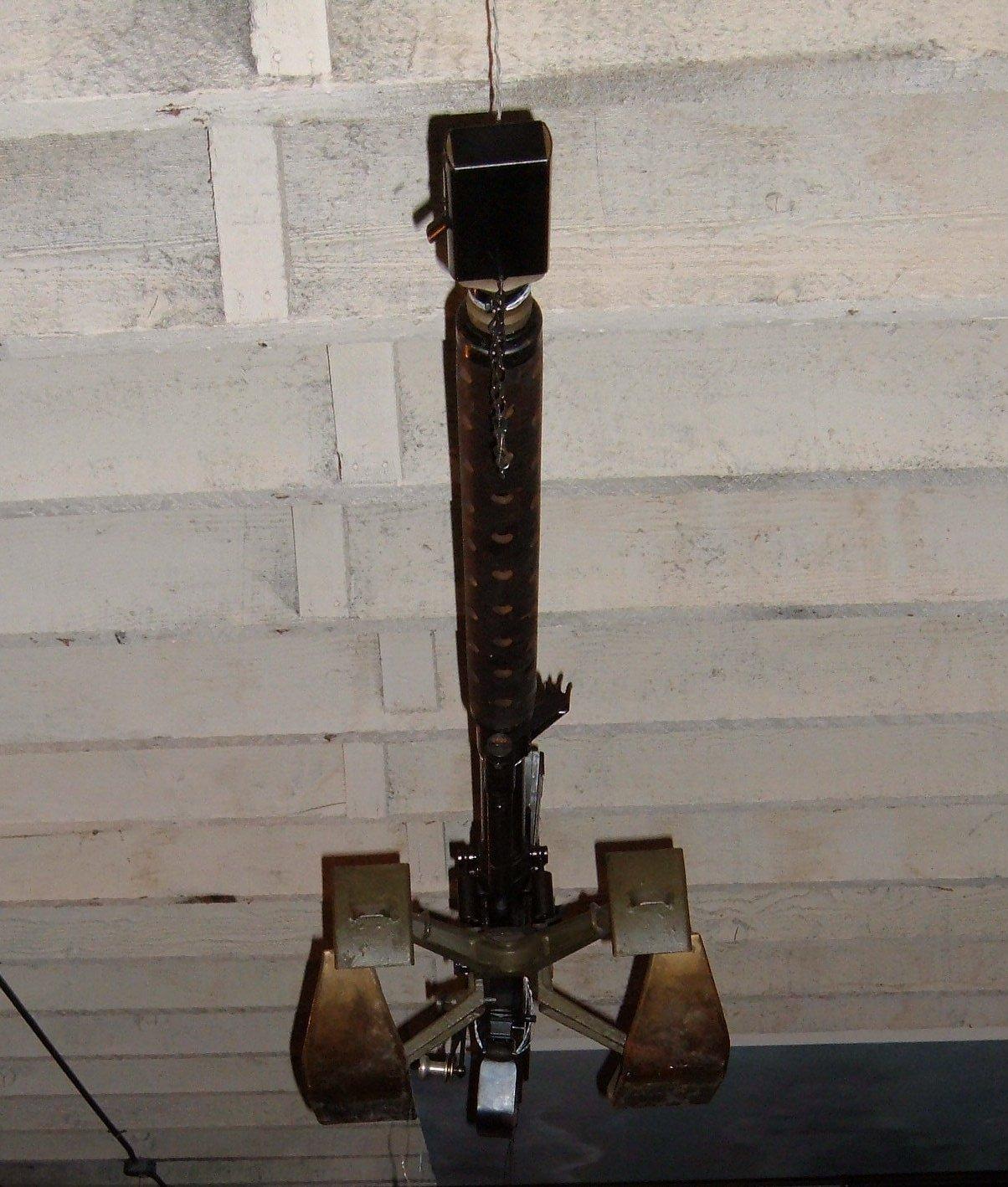
Egy L–39, melyet a folytatólagos háború alatt használtak, kiállítva az Sgt. Richard Penry Medal of Honor Memorial Military Museumban, Petaluma, Kalifornia

Habár a fegyver nem tudta átlőni az újabb szovjet harckocsik páncélzatát, mint a T–34 és a KV–1, még mindig nagyon hatásos volt a bunkerek kémlelőnyílásai/lőrései ellen, távoli célpontok és néha repülőgépek ellen is. Kis számban készült egy teljesen automata változata az L-39 puskának, melyet légvédelmi fegyverként használtak. Egyéb jó célpontok voltak a mesterlövészek, néhány gyenge pont a harckocsikon, mint a nyitott búvónyílások, különösen foszfor lőszer használatával. A fegyver képes volt sérülést okozni a harckocsik lövegtornyán, így azokat nem tudták forgatni.
A lövészek rájöttek, hogy az L–39 puskát nehéz és körülményes mozgatni a csatamezőn. Csak a tölténytár súlya közel két kilogrammot nyomott, többet mint a finn Suomi M-31 géppisztoly. A teljes fegyver súlya 50 kg körül volt, így általában lóval vontatták, de két ember is elbírta. A harcmezőn egy kétfős csapat kezelte a fegyvert. Néhány puskát egyszerűen hátrahagytak a csata hevében. Végül is könnyen lehetett őket helyettesíteni. A háború végével több mint 1900 L–39 puska készült a VKT gyáraiban (Valtion Kivääritehdas, „Állami Puskagyár”, napjainkban Patria), és került ki a csapatokhoz.

### A második világháború után
Néhány puska hadrendben maradt a világháború után és helikopter-elhárító feladatkörre használták, amíg a többi puskát eladták gyűjtőknek, főleg az Egyesült Államokban. Napjainkban ezeket a puskákat, főleg a működőképes állapotban lévőket, nagyon keresik, mivel igen ritkák. Néhány hatástalanított (egy acélrudat vagy acéllemezt hegesztenek a töltényűrbe) puskát helyreállítanak, így még többet érnek. A lőszer szintén ritka. Gyakran átalakítják őket .50 BMG lőszer használatához, a költségek csökkentése érdekében. Az USA-ban civilek is birtokolhatnak ilyen fegyvert, államtól és szövetségi jogoktól függően. Mivel a fegyver nagyobb, mint .50-es kaliberű lőszert tüzel, ezért romboló eszközként tartják számon.

## Fordítás
- Ez a szócikk részben vagy egészben  a   Lahti L-39 című angol Wikipédia-szócikk ezen változatának fordításán alapul.  Az eredeti cikk szerkesztőit annak laptörténete sorolja fel. Ez a jelzés csupán a megfogalmazás eredetét és a szerzői jogokat jelzi, nem szolgál a cikkben szereplő információk forrásmegjelöléseként.